# The Lion King (pel·lícula de 1994)
The Lion King (literalment en català: «El rei lleó»)  és una pel·lícula musical animada estatunidenca de 1994, produïda per Walt Disney Feature Animation i dirigida per Roger Allers i Rob Minkoff. La trama de la pel·lícula està parcialment basada en la tragèdia Hamlet, de William Shakespeare. La pel·lícula gira entorn d'un jove lleó de l'Àfrica anomenat Simba, que aprèn quin és el seu lloc en el "cicle de la vida" lluitant contra diversos obstacles fins a convertir-se en el rei legítim del seu poble.
Les cançons van ser escrites pel compositor Elton John i el lletrista Tim Rice, els arranjaments instrumentals van anar a càrrec de Hans Zimmer. Va guanyar, entre altres premis, l'Oscar a la millor banda sonora i a la millor cançó original.
L'any 2019 se'n va fer un remake d'animació per ordinador, també amb el nom de The Lion King.

## Argument
Simba, un jove príncep cadell de lleó, viu al costat dels seus pares, els reis Mufasa i Sarabia, i la seva millor amiga, Nala. Simba és el successor al tron, per la qual cosa el seu oncle Scar tracta d'enganyar-lo amb la finalitat d'obtenir el poder. Amb ajuda de les hienes, Scar trama un malvat pla per matar Mufasa i fer creure a Simba que és ell qui ho ha fet. Amb la mentalitat d'un nen, espantat i amb sentit de culpabilitat, Simba fuig del regne pensant que ha matat el seu pare. Perseguit per tres hienes, que tenien intenció de matar-lo per ordre de Scar, fuig a la selva on coneix una suricata (Timon) i un facoquer (Pumbaa), que el rescaten i l'adopten i amb qui ràpidament trava una forta amistat. Ells li ensenyen la filosofia "Hakuna Matata" (viure sense preocupacions). Mentrestant, tothom creu que Simba ha mort, i és per tant Scar ascendeix al tron.
Anys després, Simba, ja adult, rescata Pumba quan és a punt de ser devorat per una lleona que resulta ser la Nala, la seva amiga de la infància que, sorpresa per veure que Simba viu, li prega que torni al seu antic regne per salvar-lo del nou rei, Scar, que ostenta el poder al costat dels seus sequaços les hienes. El reialme s'ha convertit en un autèntic despropòsit, mal governat i sense recursos. Inicialment, Simba es resisteix a ajudar-la, ja que té por del passat i s'estima més continuar amb el seu estil de vida. Però, després, coneix Rafiki, un mandríl, que li parla sobre el seu pare. Segons Rafiki, el seu pare Mufasa encara viu al costat seu espiritualment. Mufasa se li apareix i el convenç d'anar a recuperar el seu tron recordant-li qui és i d'on ve.
A la tornada, Simba lluita contra el seu oncle Scar i quan és a punt de perdre, Scar li diu que va ser ell qui realment va matar el seu pare. En un atac increïble de ràbia i fúria es reposa i finalment Simba surt victoriós de la batalla i és nomenat rei. La pel·lícula acaba amb el naixement de Kiara, filla de Simba i de Nala, fent una volta més al "cicle de la vida".

## Repartiment
| Personatge   | Veu en anglès          |
| ------------ | ---------------------- |
| Jove Simba   | Jonathan Taylor Thomas |
| Simba adult  | Matthew Broderick      |
| Jove Nala    | Niketa Calame          |
| Nala adulta  | Moira Kelly            |
| Timon        | Nathan Lane            |
| Pumbaa       | Ernie Sabella          |
| Scar         | Jeremy Irons           |
| Zazu         | Rowan Atkinson         |
| Hiena Shenzi | Whoopi Goldberg        |
| Hiena Banzai | Cheech Marin           |
| Rafiki       | Robert Guillaume       |
| Mufasa       | James Earl Jones       |
| Sarabi       | Madge Sinclair         |
| Hiena Ed     | Jim Cummings           |

## Producció
Prèviament The Lion King es titulà  King of the Beasts  i King of the Jungle.
Com va passar en una de les primeres pel·lícules, Bambi, els animadors van estudiar animals reals com a referència, i alguns dels directors van viatjar a Kenya per observar l'hàbitat natural que es mostraria en la pel·lícula.
L'ús significatiu d'ordinadors en la pel·lícula va servir perquè els creadors presentessin la seva visió d'una manera innovadora. L'ús més evident de l'animació per ordinador s'aprecia en la seqüència de l'allau de nyus. Diversos personatges diferents de nyus van ser creats amb un programa d'ordinador de 3D, multiplicats en centenars, tractats per semblar dibuixats amb trajectòries aleatòries en baixar el vessant per simular el real i impredictible moviment d'un ramat. Una multiplicació semblant passa en el tema musical Be Prepared (Estigueu preprats) amb hienes idèntiques en moviment.
Per un moment, The Lion King es va considerar com un projecte secundari davant de Pocahontas, ja que tots dos s'estaven produint al mateix temps, i la majoria del personal de Disney va preferir treballar a Pocahontas creient que, dels dos, era el projecte de major prestigi i èxit. Encara que les dues pel·lícules van esdevenir èxits comercials i de crítica, The Lion King va obtenir reaccions més positives i més beneficis que no pas Pocahontas.

## Anàlisi
La pel·lícula és una versió del clàssic Hamlet de Shakespeare, on la trama és la mateixa, encara que els desenllaços i el final són diferents i passatges diversos que desenvolupen la història de forma alterna; el tema del príncep que ha de venjar el pare assassinat per traïció del seu propi germà i oncle del protagonista (Hamlet), així com el seu posterior desterrament i el fantasma del rei assassinat que exhorta reprendre el control del regne.

## Personatges[calcitació]
Simba
En Simba és un cadell de lleó, juganer i independent, a qui li agrada córrer i explorar. És l'únic fill d'en Mufasa, el rei de la sabana i cap de "Pride Rock". La seva mare és la reina Sarabia, i és nebot de l'Scar, germà menor d'en Mufasa. Està sempre acompanyat per la seva amiga Nala, i pel majordom reial, Zazu, que sempre està pendent de tots dos. Culpat per la mort del seu pare durant una allau de nyus, provocada per l'Scar i les hienes, fuig a la jungla lluny de "Pride Rock". En Simba es fa amic d'en Timon i d'en Pumbaa, una inversemblant parella de forasters, amb els quals viu una vida fàcil en llacs cristal·lins, cascades impressionants i envoltats d'insectes, en un oasi a la sabana. Ell hauria preferit viure així per sempre si no hagués estat per la Nala, qui el fa reflexionar i adonar-se que ha de complir amb el seu destí.
Nala
La Nala és l'amiga de la infància i futura esposa d'en Simba. En la seva joventut sempre està preparada per acompanyar en Simba onsevulla que vagi. Són grans amics, però les circumstàncies i el temps canvien les coses, i quan es reuneixen anys després, s'adonen que la seva amistat s'ha transformat en amor. La mare de la Nala és la Sarafina, una de les lleons del regne i amiga de la Sarabia; la pregunta de qui és el seu pare no es respon de manera explícita a la pel·lícula (encara que els directors Rob Minkoff i Roger Allers van reconèixer que pot ser qualsevol dels dos: l'Scar o en Mufasa). La Nala és una amiga propera i companya de jocs d'en Simba amb qui mai no té por d'anar a explorar o fer entremaliadures. La tradició de les praderies dicten que algun dia en Simba i la Nala hauran de ser Rei i Reina junts, però quan en Simba es perd després de la mort del seu pare, ella dedica la seva vida a les praderies per mantenir fora de perill. L'Scar eventualment arriba a veure la Nala com un regal, una reina per al seu tron (un pla eventual és millor explicat i més detallat en el musical de broadway que a la pel·lícula); però ella ho rebutja i decideix buscar ajuda fora de les praderies, que és quan troba en Simba.
Mufasa
Majestuós i dominant, en Mufasa va ser un gran rei amb un cor generós que regnà amb saviesa i intentà mantenir l'equilibri de la natura. Va concentrar-se a ensenyar en Simba a ser prudent perquè algun dia fos un adult i responsable rei. En Mufasa es pot veure una mica estricte, però això és només perquè estima en Simba i vol que el jove lleó es mantingui en el camí recte. El llinatge d'en Mufasa només es pot saber a través de la història del llibre A Tale of Two Brothers, un llibre per a nens publicat gairebé al mateix temps que la pel·lícula. Al llibre el nom del pare d'en Mufasa és Ahadi i el de la seva mare és Uru. El seu germà petit, l'Scar, quan és cadell té el nom de Taka. Com a rei i líder, en Mufasa va mantenir un profund enteniment sobre les forces que fan que la sabana estigués equilibrada i saludable. Aquestes responsabilitats del cap de "Pride Rock" inclouen dirigir les caceres, tant dels lleons com de les altres criatures del regne, i resoldre les disputes sobre l'alimentació i les deus, per assegurar que els recursos de la praderies no s'acabin; també ha de vigilar les fronteres per mantenir fora els intrusos i prevenir crims, com assassinar per esport. Evidentment també és responsable que en Simba aprengui a ser prudent i just per exercir de rei algun dia, una responsabilitat a la qual en Simba encara no està preparat. En Mufasa va tenir una gran debilitat: era confiat i bondadós; per això l'amargor i enveja que l'Scar sent per ell només li sembla una rivalitat comuna entre germans. En Mufasa, tanmateix, no sospitava que el seu germà, consumit per la ira, fos capaç d'arribar tan lluny com per a planejar el seu assassinat i usurpar el tron.
Sarabia
És la mare d'en Simba i esposa d'en Mufasa, és molt afectuosa i té un gran amor envers el seu fill Simba. Era la reina fins que en Mufasa mor; després, en el regnat buit i cruel de l'Scar, va passar a ser la cap de les partides de caça per buscar aliments per als lleons i les hienes.
Scar
El germà d'en Mufasa, l'Scar era l'hereu presumpte al tron, fins al naixement d'en Simba, i està obsessionat a ser el rei. Encara que l'Scar amaga el seu pla sota una falsa preocupació per la seguretat d'en Simba, aquest nefast, astut i traïdor lleó, és realment un perillós enemic d'en Mufasa i del seu fill. Una veritat que el gran Mufasa s'adona quan ja és massa tard. És el germà petit d'en Mufasa i segon fill de l'Uru i l'Ahadi (això al llibre A Tale of Two Brothers). L'Scar de cadell era conegut com a "Taka", fins que un accident quan corria prop d'un turó amb alguns búfals, en una broma que anava a fer caure en Mufasa, s'estavella de cara sobre les banyes dels búfals. Aleshores va agafar el nom de Scar per insistència del seu pare en recordar la ferida amb orgull (scar en anglès vol dir cicatriu). Tanmateix, aquesta lliçó l'oblida anys després, quan en Mufasa arriba a ser rei. L'Scar està convençut que el tron de "Pride Rock" és seu i sempre confabula i pensa com aconseguir-lo, encara que està molt lluny i és poc conscient de com portar un bon maneig i govern de la sabana. Quan en Simba neix, l'Scar perd la posició de la línia de successió al tron d'en Mufasa, ja que l'Scar havia fet un pacte en la seva joventut amb tres hienes, desenvolupa un pla per assassinar el seu germà i el seu nebot per poder prendre el tron.
Timon
En Timon és un hiperactiu suricata amb una boca totalment oposada a la seva mida. És una criatura solitària que va acompanyada d'en Pumbaa, que, com ell, és repudiat per la resta d'animals. Fa bromes a costa d'en Pumbaa i li agrada tant cantar com sentir la seva veu. Li ensenya a en Simba la seva filosofia de vida.
Pumbaa
En Pumbaa és un facoquer molt babau, arriba a temps per salvar en Simba quan gairebé mor al desert. En Pumbaa sembla una mica maldestre i ruc, però els seus profunds pensaments solen ser eclipsats per en Timon. Simpàtic i amb un cor tan gran com el seu problema de gasos, confia en qui sigui, fins i tot en un carnívor com en Simba quan el troben moribund. Quan en Simba decideix fer front al seu destí, el lleial porc és el primer a acompanyar-lo.
Rafiki
Viu en un arbre d'adansonia i és vell i savi. Duu a terme les activitats que són sovint les d'un xaman, però de vegades són molt absurdes. En Rafiki és un conseller important i defensor d'en Simba quan és adult quan tracta de recuperar el regne. A diferència dels autèntics mandrils, en Rafiki té una cua llarga i no té un cap coronat, distintiu de la seva espècie.
Hienes
Les hienes són un trio inseparable que tracta d'aconseguir menjar a qualsevol preu. Com qualsevol hiena, llur característica és el riure; no paren de burlar-se l'una de l'altra a banda de barallar-se constantment. Quan estan en territori d'en Mufasa, en Banzai, la hiena mascle i Shenzi, la femella, parlen i fan broma mentre Ed, la tercera, només riu, ja que és muda. Entre rialla i baralla, són manipulades per l'Scar per a encarregar-se del treball brut.
Zazu
Zazu és un calau que fa de majordom reial que s'encarrega de vigilar el regne des de les altures i d'estar pendent d'en Simba i de la Nala. És la víctima de moltes bromes quan els lleons encara són petits.

## Premis i nominacions[calcitació]

### Premis
- Oscar a la millor banda sonora: Hans Zimmer[2]
- Oscar a la millor cançó original: Elton John (música) i Tim Rice (lletra) per "Can You Feel the Love Tonight".[2][3]
- Premi Anthony Asquith a la millor música de pel·lícula: Hans Zimmer[13]
- Premi Grammy a la millor composició específicament escrita per una pel·lícula o per la televisió: Hans Zimmer per "Crimson tide"[14]

### Nominacions
- Oscar a la millor cançó original: Elton John (música) i Tim Rice (lletra) per les cançons "Hakuna Matta" i "Circle Of Life".[2]
- BAFTA al millor so: Terry Porter, Mel Metcalfe, David Hudson i Doc Kane
- Premi Grammy a la millor cançó específicament escrita per una pel·lícula o per la televisió: Elton John i Tim Rice per les cançons "Can You Feel the Love Tonight" i "Circle of Life"
- Premi MTV a la millor cançó de pel·lícula: Elton John per la cançó "Can You Feel the Love"[15]
- Premi MTV al millor malvat: Jeremy Irons

## Banda sonora[calcitació]
1. The Circle of Life (3:53): Música Elton John. Arranjament de Hans Zimmer. Lletra de Tim Rice. Interpretada per Carmen Twillie (Veu). Cors africans per Lebo M.
2. I Just Can't Wait to Be King (2:49): Música Elton John. Arranjament de Mark Mancina. Lletra de Tim Rice. Interpretada per Jason Weaver (Simba), Rowan Atkinson (Zazu) i Laura Williams (Nala)
3. Be Prepared (3:38): Música Elton John. Arranjaments Hans Zimmer. Lletra de Tim Rice. Interpretada per Jeremy Irons (Scar), Whoopi Goldberg (Shenzi), Cheech Marin (Banzai) i Jim Cummings (Ed)
4. Hakuna Matata (3:31): Música Elton John. Arranjament de Mark Mancina i Jay Rifkin. :Lletra de Tim Rice. Interpretada per Nathan Lane (Timon), Ernie Sabella (Pumbaa), Jason Weaver i Joseph Williams (Simba)
5. Can You Feel the Love Tonight (2:56): Música Elton John. Arranjament de Mark Mancina. Lletra de Tim Rice. Interpretada per Joseph Williams (Simba), Sally Dworsky (Nala), Nathan Lane (Timon), Ernie Sabella (Pumbaa) i Kristle Edwards (Veu)
6. This Land (2:53) (instrumental): Música i arranjaments de Hans Zimmer
7. ...To Die For (4:16) (instrumental): Música i arranjaments de Hans Zimmer
8. Under The Stars (3:42) (instrumental): Música de Hans Zimmer. Arranjaments de Hans Zimmer i Jay Rifkin
9. King Of Pride Rock (5:56) (instrumental): Música i arranjaments de Hans Zimmer. Cors africans per Lebo M.
10. Circle Of Life (4:49): Música de Elton John. Arranjaments de Chris Thomas. Lletra de Tim Rice. Interpretada per Elton John
11. I Just Can't Wait to Be King (3:35): Música de Elton John. Arranjaments de Chris Thomas. Lletra de Tim Rice. Interpretada per Elton John
12. Can You Feel the Love Tonight (3:59): Música de Elton John. Arranjaments de Chris Thomas. Lletra de Tim Rice. Interpretada per Elton John

## Polèmiques
Diverses polèmiques van envoltar la pel·lícula.

### Plagi
Pels personatges principals i certes escenes rodades amb els mateixos enfocaments, es va denunciar que la pel·lícula era un plagi de l'anime de Kimba, el lleó blanc, dels anys 60, però Disney va declarar que les coincidències eren casuals i que no hi havia hagut intenció de copiar l'obra japonesa. Aquesta va retirar la demanda al·legant que no era capaç de competir amb l'equip legal de Disney. El mateix Matthew Broderick va indicar que ell va entendre que havia estat contractat com un actor de veu per a un remake de Disney de Kimba, el lleó blanc.
S'ha informat diverses vegades que la Tezuka Production Company Ltd buscava una companyia d'animació dels Estats Units per portar a Kimba de tornada a l'audiència nord-americana. Els informes indiquen que van mantenir converses amb la Disney Corp. Es creu que The Lion King va ser desenvolupat a partir del pilot de Kimba fet per Tezuka.

### Missatges subliminals
En una escena de la pel·lícula VHS original, sembla que la paraula "SEX" (en anglès: sexe) va ser incrustada en la pols volant en el cel quan Simba es troba sobre l'herba que, cosa que segons va afirmar l'activista conservador Donald Wildmon, era un missatge subliminal destinat a promoure la promiscuïtat sexual. Tanmateix, els animadors de la pel·lícules han declarat que les lletres eren "SFX" (una abreviatura d'"efectes especials"), i va ser una mena d'innocent "signatura" realitzada per l'equip d'efectes d'animació a la tasca que van fer. A causa de la controvèrsia que va causar, l'escena va ser retirada en la pel·lícula de 2003 en DVD i VHS, en què la pols ja no forma cap paraula.

## Rellançament
Les versions en VHS i Laserdisc de la pel·lícula van llançar-se el 3 de març de 1995. El 25 de desembre de 2002 Disney va treure una edició especial per a IMAX, i el 7 d'octubre de 2003 una Edició Platí de dos discos on s'incloïa la versió remasteritzada de la pel·lícula i una cançó editada de la pel·lícula original anomenada "The Morning Report" (L'informe del matí), a més de material sobre la pel·lícula. El DVD es va treure de la circulació al gener 2005. El 4 d'octubre de 2011 es van llançar per primera vegada les versions en Blu-ray i Blu-ray 3D de la pel·lícula.